# Żołobiszki
Żołobiszki (biał. Жалабішкі; ros. Желабишки) – chutor na Białorusi, w obwodzie witebskim, w rejonie brasławskim, w sielsowiecie Widze.
Dawniej Żełabiszki.

## Historia
W czasach zaborów w granicach powiatu nowoaleksandrowskiego Imperium Rosyjskiego.
W latach 1921–1945 ówczesna wieś leżała w Polsce, w województwie nowogródzkim (od 1926 w województwie wileńskim), w powiecie brasławskim, w gminie Widze.
Według Powszechnego Spisu Ludności z 1921 roku zamieszkiwało tu 40 osób, wszystkie były wyznania rzymskokatolickiego i zadeklarowały polską przynależność narodową. Było tu 10 budynków mieszkalnych. Wykaz z 1938 wymienia wieś i zaścianek. Zgodnie ze spisem z 1931 wieś liczyła 11 domów i 49 osób, a zaścianek zamieszkiwało 8 mieszkańców w 1 domu.
Miejscowość należała do parafii rzymskokatolickiej w Wasiewiczach. Podlegała pod Sąd Grodzki w Turmoncie i Okręgowy w Wilnie; właściwy urząd pocztowy mieścił się w Widzach.
W 1959 miejscowość została przeniesiona z sielsowietu Błażyszki do sielsowietu Koziany.